# Oratorio della Madonna della Querce
L'oratorio della Madonna della Querce è un luogo di culto cattolico che si trova in via del Palazzo dei Diavoli, nella periferia di Firenze, zona Isolotto.

## Storia e descrizione

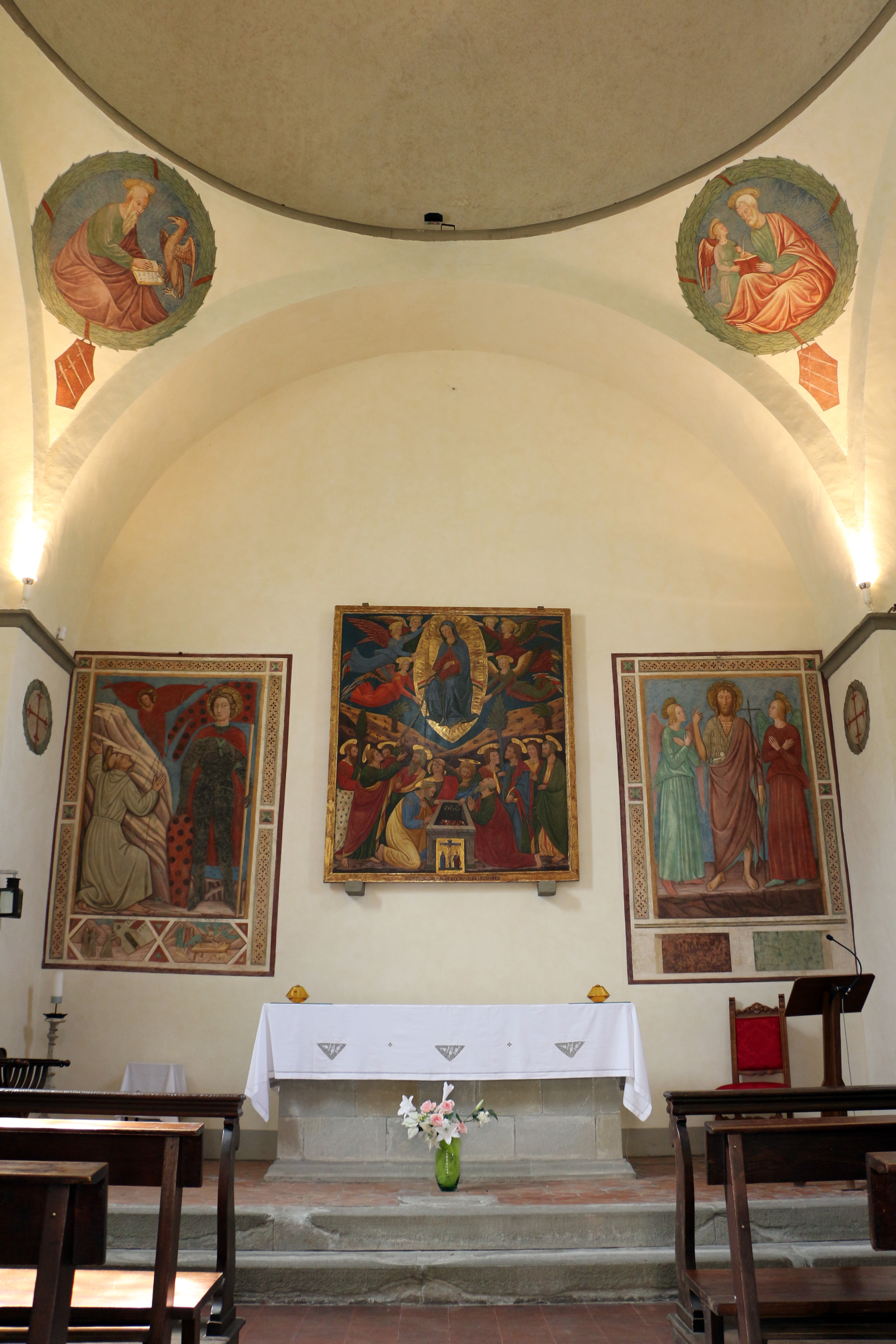
L'interno

Edificio di antico patronato dei Mannelli (è ancora visibile il loro stemma), dai quali passò poi agli Antinori. La denominazione deriva dalla località "La Querce" dove l'illustre famiglia aveva una villa di campagna.
A pianta ottagonale, voltato a cupola, riprendente schemi brunelleschiani, l'oratorio è preceduto da un portico tamponato nel Seicento, sulle cui pareti vi sono resti di affreschi attribuiti a Paolo Schiavo (Natività e cavalcata dei Magi al centro, ai lati San Cristoforo e Annunciazione con forse San Giuliano), cui si deve anche la decorazione dell'interno con i santi Francesco, Quirino martire e Giovanni Battista tra angeli, gli Evangelisti nei pennacchi e la tavola con l'Assunzione, firmata e datata 1460. Il pavimento è in maiolica di Montelupo. Venne restaurato nel 1898 e in epoca più recente dagli Antinori. Fu la prima chiesa del rione dell'Isolotto, ed è ancora adibita al culto.
Accanto all'oratorio un tabernacolo conserva resti di affreschi attribuiti al Maestro di Signa (1440-1450 circa): si trovava in antico all'inizio della via, nel tratto che fu demolito per creare piazza Pompeo Batoni.

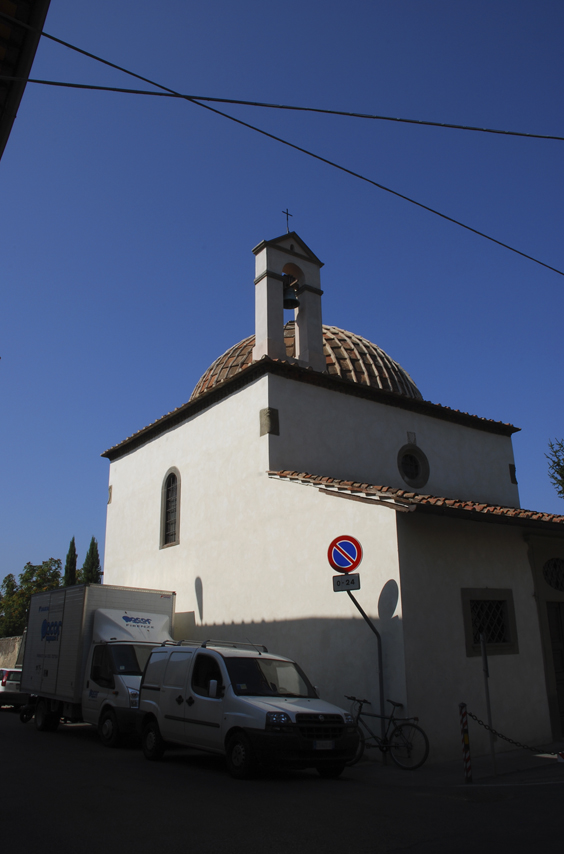
Esterno
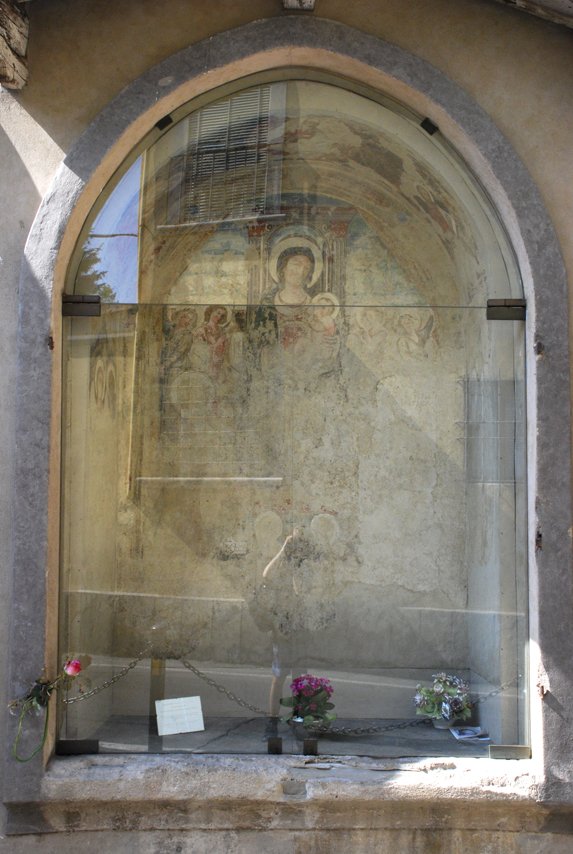
Tabernacolo
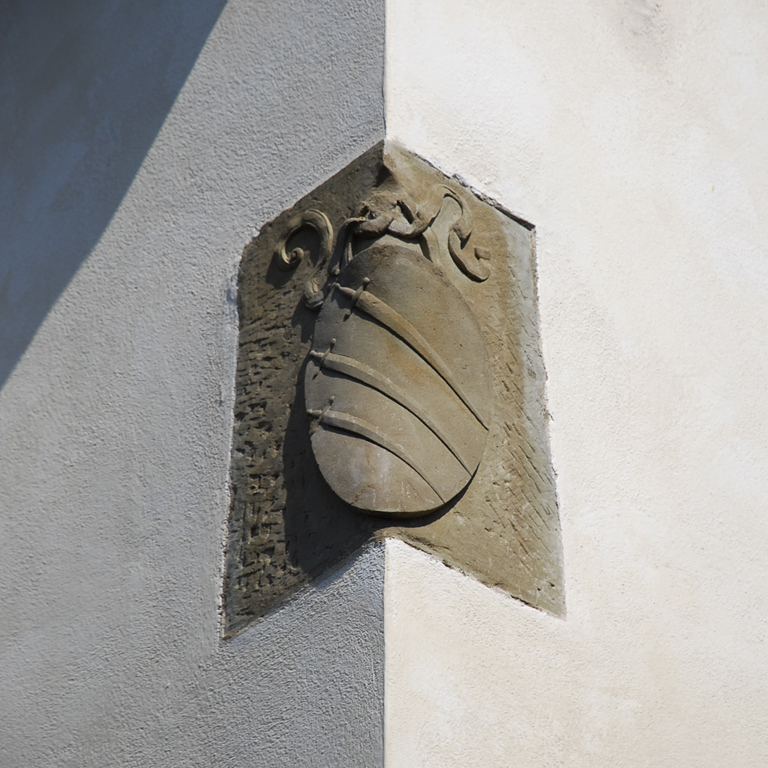
Stemma Mannelli